# Себальос, Хоакин
Хоакин Себальос Мачадо (исп. Joaquín Zeballos Machado; родился 30 ноября 1996 года, Роча) — уругвайский футболист, нападающий «Монтевидео Сити Торке».

## Биография
Себальос начал профессиональную карьеру в клубе «Депортиво Мальдонадо». 22 марта 2014 года в матче против «Пласа Колония» он дебютировал в уругвайской Сегунде. 28 октября в поединке против «Торке» Хоакин забил свой первый гол за «Депортиво Мальдонадо». 
В начале 2017 года Себальос перешёл в «Спортиво Уракан». 15 апреля в матче против «Такуарембо» он дебютировал за новую команду. 6 мая в поединке против «Атенас» Хоакин забил свой первый гол за «Спортиво Уракан». 
В начале 2018 года Себальос перешёл в «Хувентуд Лас-Пьедрас». 3 марта в матче против «Депортиво Мальдонадо» он дебютировал за новый клуб. 24 марта в поединке против «Суд Америка» Хоакин забил свой первый гол за «Хувентуд». По итогам сезона Себальос стал лучшим бомбардиром команды и помог ей выйти в элиту. 16 февраля в матче против столичного «Феникса» он дебютировал в уругвайской Примере. 9 марта в поединке против «Дефенсор Спортинг» Хоакин сделал хет-трик. 6 апреля в матче против «Монтевидео Уондерерс» он сделал «покер». По итогам сезона Хоакин стал лучшим бомбардиром клуба.
В начале 2020 года Себальос подписал контракт с испанской «Жироной». 